# Archipiélago de los Colorados
Archipiélago de los Colorados är öar i Kuba.   De ligger i provinsen Provincia de Pinar del Río, i den västra delen av landet, 190 km väster om huvudstaden Havanna.